# Сфера 2: Арена
«Сфера 2: Арена» — бесплатная фэнтезийная MMORPG, ориентированная на сражениях игроков между собой на аренах. C 30 ноября 2012 года игра официально закрыта, сервера отключены.

## Особенности игры
Главным отличием «Сфера II: Арена» от других MMORPG является игровая модель, ориентированная на сражения между игроками и кланами игроков. В «Сфере 2: Арена» не существует мобов пригодных для сражения, как в большинстве популярных онлайн-играх. Не существует и мира, который можно исследовать. Единственные персонажи в игре, которые управляются искусственным интеллектом — это торговцы. Однако, торговать можно не только с NPC — возможно обмена между игроками появляется у персонажей на 2 уровне, а с 3 уровня игроки могут объединяться в кланы.

## Персонажи
В игре присутствуют две расы, у каждой из которых есть четыре игровых класса.
- Врилы — вампиры. С их расой связаны многие предрасудки. Они не боятся света, серебра, чеснока и не превращаются в летучую мышь.
- Люди — люди первоначальное население мира «Сфера».

## Арены
В игре имеется три арены:
1. Теснина Мертвецов (синий портал). Тип арены — захват флага. Играть и устанавливать ограничения можно на разные уровни, можно задавать пароль. Особенность Арены — замок врилов, на котором можно запрыгнуть на арматурную колону, что даёт преимущество при похищении или укрывательстве флага.
2. Чужая Святыня (красный портал). Тип арены — накопление ресурсов. Главная цель — захват и удержание кристаллов до окончания времени сражения или же набирание определённого количества ресурсов. Захват кристалла требует времени и возможен только в неподвижном состоянии. Атакуя игрока можно сбить захват. Отличительная особенность от синей арены в том, что здесь есть стена, защищающая респаун от противника.
3. Без названия. Тип арены — Team Deathmatch. На арене могут участвовать только персонажи выше 5 уровня. Особенность этой арены в возможности играть 1 на 1, на ней нет опыта, рейтинга и денег, поэтому она считается идеальной для дуэлей.

### Типы сражений
Всего существует четыре вида сражений:
- Свободный — люди и врилы сражаются в одной команде;
- Клановый — сражения между кланами;
- Расовый — люди и врилы сражаются друг против друга.
- Бой за торговца — бой за покровительство над торговцем. Бои проходят в синей или красной аренах, максимум по 10 человек от клана.